# TNIP2
TNIP2‏ (TNFAIP3 interacting protein 2) هوَ بروتين يُشَفر بواسطة جين TNIP2 في الإنسان.